# Radical 153
Le radical 153, qui signifie le chat ou le blaireau, est un des 20 des 214 radicaux chinois répertoriés dans le dictionnaire de Kangxi composés de sept traits.
Le caractère Unicode de 豸 est 8C78.

## Caractères avec le radical 153
| nombre de traits          | caractères           |
| ------------------------- | -------------------- |
| Sans trait supplémentaire | 豸                   |
| 3 traits supplémentaires  | 豹 豺 豻             |
| 4 traits supplémentaires  | 豼 豽                |
| 5 traits supplémentaires  | 豾 豿 貀 貁 貂 貃    |
| 6 traits supplémentaires  | 貄 貅 貆 貇 貈 貉 貊 |
| 7 traits supplémentaires  | 貋 貌 貍             |
| 8 traits supplémentaires  | 貎 貏                |
| 9 traits supplémentaires  | 貐 貑 貒 貓          |
| 10 traits supplémentaires | 貔 貕 貖             |
| 11 traits supplémentaires | 貗 貘 貙             |
| 12 traits supplémentaires | 貚                   |
| 18 traits supplémentaires | 貛                   |
| 20 traits supplémentaires | 貜                   |